# Olivia Merilahti
Olivia Bouyssou Merilahti (nacida el 25 de febrero de 1982 en París es una cantante y compositora finesa-francesa que vive en Francia. Su trabajo ha sido comparado con el de Björk, a quien ella cita como su mayor influencia.
Olivia Merilahti Bouyssou es francesa por su padre y finlandesa por su madre. Ella creció en los suburbios de París. A la edad de 9 años aprendió chelo en el Conservatorio de Sèvres, luego el piano y la guitarra, un instrumento que le permitió escribir sus primeras canciones.
Después de algunas clases de canto clásico, se unió a su primera banda de rock a la edad de 14 años, que incluye principalmente canciones de la década de 1990 (Red Hot Chili Peppers, Hole, Nirvana).
Después de obtener su licenciatura, se mudó a Helsinki donde estudió música actual en el Conservatorio Pop-Jazz. Se familiariza con canciones folclóricas finlandesas y musicales estadounidenses.
Ella regresa a Francia y continúa cantando en una variedad de formaciones, acercándose al jazz, adoptando principalmente los estándares cantados por Ella Fitzgerald.
Fue durante un año que estudió inglés en Nottingham que comenzó a componer canciones que hizo que su familia escuchara, una de las cuales se lanzaría unos años más tarde en el primer álbum. de The Dø, Stay (solo un poco más).
En 2004, durante la escritura de música de la película El Imperio de los lobos, conoció a Dan Levy, con quien formó la banda de rock indie francesa The Dø.
En 2016 fue convocada por el director Samuel Jouy a desempeñar el papel de Marion en su primer largometraje Sparring, junto Mathieu Kassovitz, lanzado en 2017. También proporciona la composición de la banda sonora.

## Discografía
- 2005: El imperio de los lobos / Banda sonora
- 2008: A Mouthful / The Dø
- 2011: Both Ways Open Jaws / The Dø
- 2014: Shake, Shook, Shaken / The Dø
- 2020: Be Water / Prudence
- 2021: Beginnings / Prudence

## Filmografía

### Cine
| Año  | Título   | Personaje     | Director    | Notas |
| ---- | -------- | ------------- | ----------- | ----- |
| 2017 | Sparring | Marion Landry | Samuel Jouy |       |